# Annette Schwarzenau
Annette Schwarzenau (* 30. August 1943 in Bünde; † 3. November 2009 in Berlin-Schöneberg) war eine deutsche Gesundheitspolitikerin und die erste AL-Stadträtin in West-Berlin.

## Leben
Annette Schwarzenau machte eine Ausbildung als Krankenschwester in Tübingen. Dort bekam sie Kontakt zu den protestierenden Studierenden des SDS, wie auch durch einen Besuch bei ihrem Schwager Bahman Nirumand im Juni 1967 in West-Berlin. 1968 zog sie selbst nach Berlin und engagierte sich in der Gewerkschaft Öffentliche Dienste, Transport und Verkehr (ÖTV) und als Mitglied der Personalvertretung im Krankenhaus Wilmersdorf. In den 1970er Jahren war sie Mitglied der SEW und dort Ende der 1970er Jahre engagiert in der Oppositionsgruppe Die Klarheit.
Schwarzenau hatte einen wesentlichen Anteil in der Auseinandersetzung zur Abschaffung des Tragens einer Haube in deutschen Krankenhäusern. Von 1983 bis 1985 war sie Oberschwester in einem Hamburger Krankenhaus und bei der GAL aktiv. In diesen Jahren setzte sie ihre gewerkschaftliche und berufspolitische Tätigkeit fort. Von 1979 bis 1989 gehörte Schwarzenau zum Kreis der Herausgeber der Zeitschrift Demokratisches Gesundheitswesen.
1985 kehrte sie nach West-Berlin zurück und wurde im Bezirk Charlottenburg Stadträtin für Gesundheit, später auch für Umwelt und Verkehr. Dies blieb sie bis 1995.
Schwarzenau war prägend für einen neuen Gesundheitsbegriff in der Kommunalpolitik wie auch in den gewerkschaftlichen Diskursen. Dadurch wurde sie zur Vorreiterin einer neuen Drogenpolitik und in der Aidsprävention. Ihr beruflicher Schwerpunkt lag dabei in der Altenpflege, von 2001 bis 2008 war sie Vorsitzende des Vereins für selbstbestimmtes Wohnen im Alter.